# Чарли Чаплин на Витоша
Чарли Чаплин на Витоша е български игрален филм от 1924 г. Негов режисьор и сценарист е Васил Бакърджиев, който изпълнява и ролята на Чарли Чаплин. Участва и Пенка Христова в ролята на Една.